# هندرسون بريان
هندرسون بريان (17 مارس 1970 - ) (بالإنجليزية: Henderson Bryan)‏ هو لاعب كريكت باربادوسي. شارك في دورة ألعاب الكومنولث 1998. وشارك مع منتخب الهند الغربية للكريكت ومنتخب باربادوس الوطني للكريكت. أما مع النوادي، فقد لعب مع Northern Cape (cricket team) ‏.

## وصلات خارجية
- هندرسون بريان على موقع إي آس بي آن كريك إنفو (الإنجليزية)